# Governor of Malacca Cup 2008
La Governor of Malacca Cup 2008 est la deuxième édition de cette course cycliste sur route masculine. Elle s'est déroulée du 19 au 20 juillet 2008 sur deux étapes. La victoire finale est revenue à l'Iranien Mahdi Sohrabi.

## Étapes
| Etape   | Date       | km  | Vainqueur     | Maillot Jaune |
| ------- | ---------- | --- | ------------- | ------------- |
| Étape 1 | 19 juillet | 116 | Mahdi Sohrabi | Mahdi Sohrabi |
| Étape 2 | 20 juillet | 116 | Anuar Manam   | Mahdi Sohrabi |

## Classement général
| 1.  | Mahdi Sohrabi                 | Islamic Azad Univercity | en | 6h 35 min 57 s |
| 2.  | Rafaâ Chtioui                 | Doha Team               | +  | 06 s           |
| 3.  | Hossein Eslami                | MES Kerman              |    | 5 min 30 s     |
| 4.  | Mohd Nor Rizuan Zainal        | LeTua Cycling Team      |    |                |
| 5.  | Mostafa Seyed Rezaei Khormizi | Islamic Azad Univercity |    |                |
| 6.  | Komsan Kanbanche              |                         |    |                |
| 7.  | Mohd Rauf Nur Nisbah          |                         |    |                |
| 8.  | Okart Bua-Loi                 |                         |    |                |
| 9.  | Yaroslav Malaxov              |                         |    |                |
| 10. | Amir Rusli                    |                         |    |                |